# 올림픽 라켓
올림픽 라켓은 올림픽에서 라켓으로 경기를 겨루는 올림픽 경기 종목이다.

## 메달 집계
| 순위 | 국가 | 금메달 | 은메달 | 동메달 | 합계 |
| ---- | ---- | ------ | ------ | ------ | ---- |
| 1    | 영국 | 2      | 2      | 3      | 7    |
| 합계 | 합계 | 2      | 2      | 3      | 7    |

## 세부 종목
| 종목      | 08 | 계 |
| --------- | -- | -- |
| 남자 단식 | •  | 1  |
| 남자 복식 | •  | 1  |
| 계        | 2  |    |

## 참고 자료
- “라켓”. SR/Olympic Games. 2008년 11월 20일에 원본 문서에서 보존된 문서. 2011년 12월 20일에 확인함.